# Mino da Fiesole

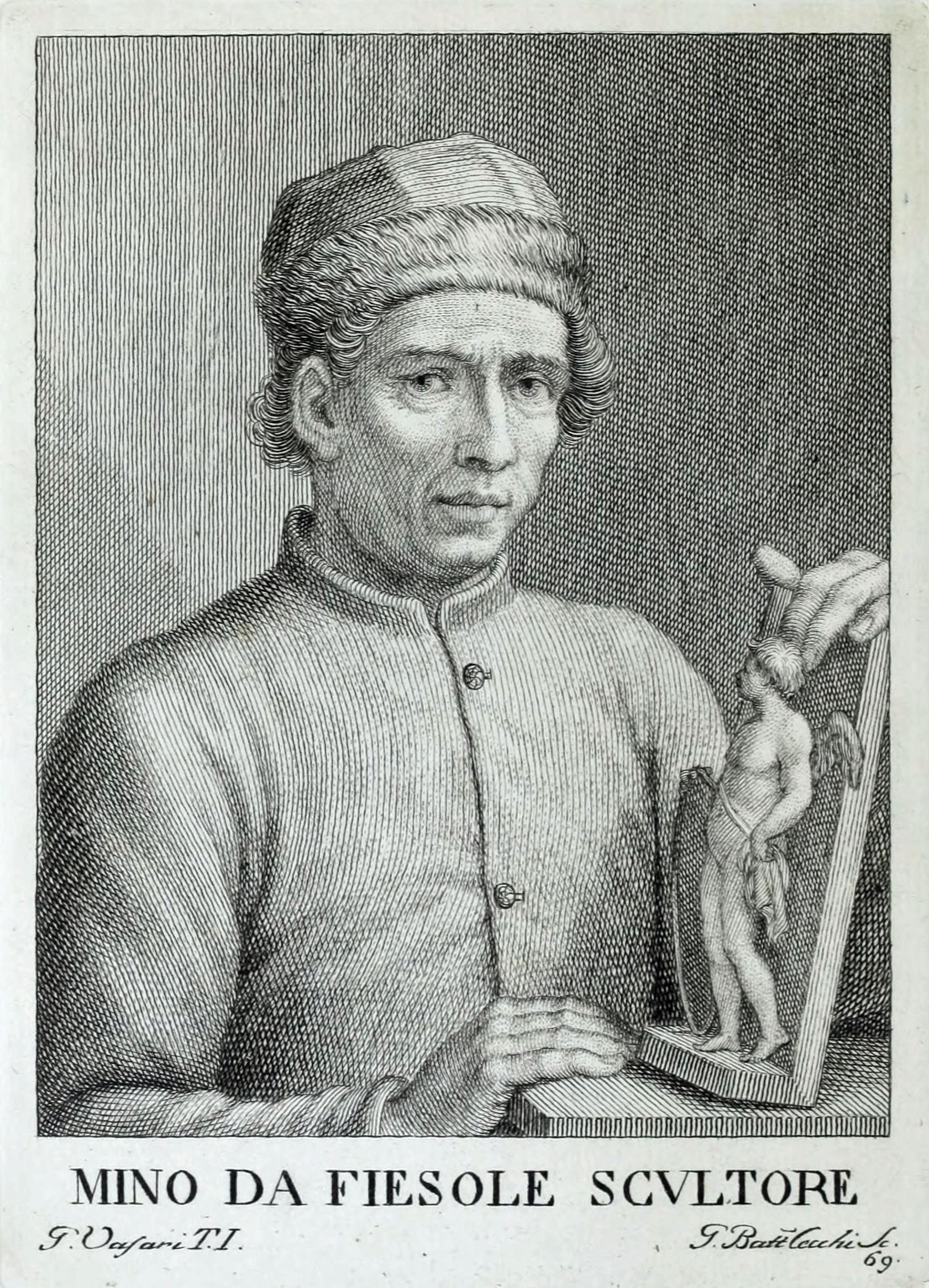
Mino da Fiesole

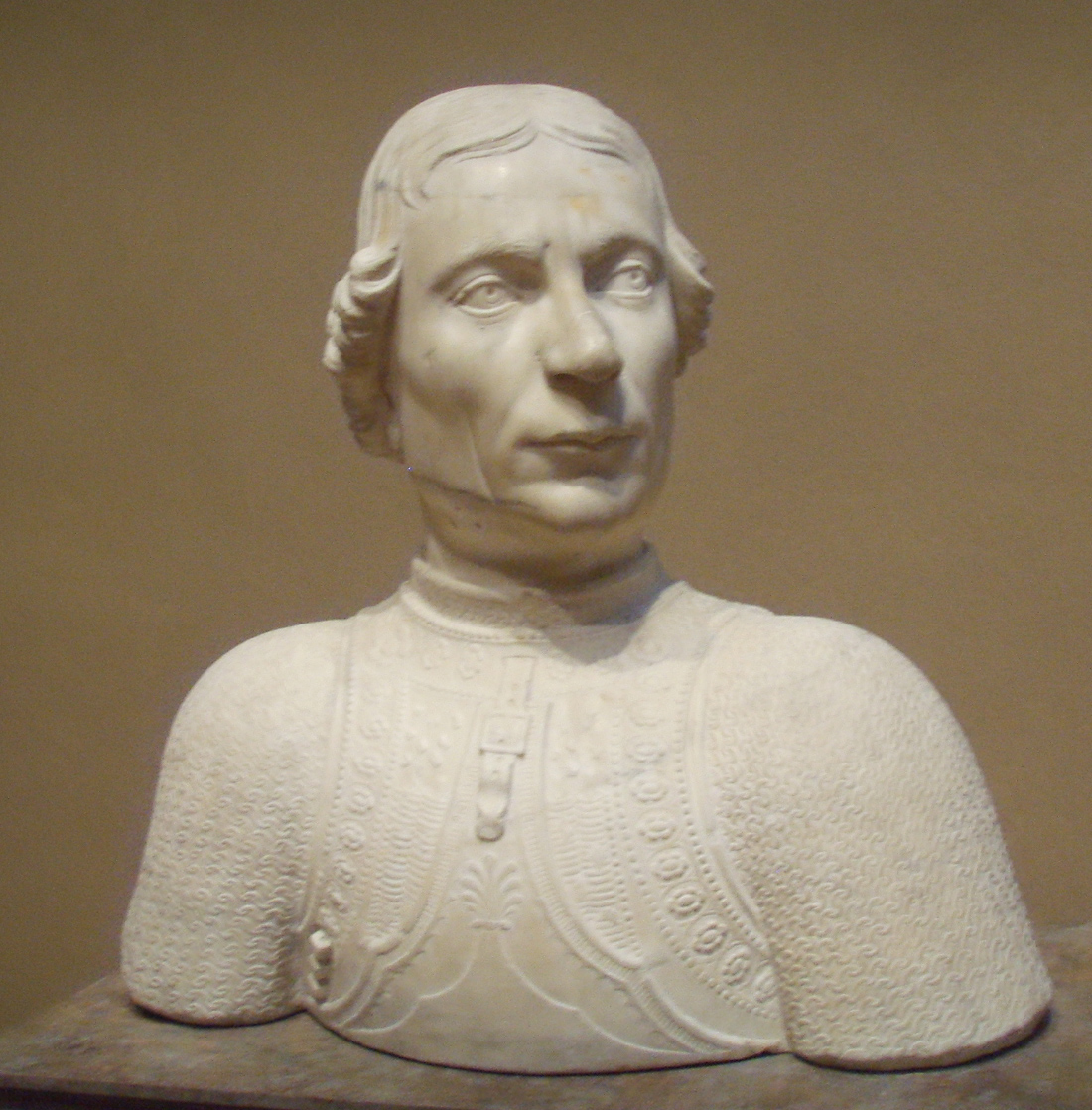
Mino da Fiesole: Retrato de Astorre II Manfredi (1455), National Gallery of Art, Washington D. C.

Mino di Giovanni Mini da Poppi, más conocido como Mino da Fiesole (Poppi, Arezzo, 1429-Florencia, 1484) fue un escultor italiano.

## Biografía y obras
Se formó en Florencia con Antonio Rossellino y Desiderio da Settignano. En 1453 esculpió el busto de Pedro de Cosme de Médici, hoy en el Museo del Bargello. Abandonó Florencia y trabajó en distintas ciudades, como Roma y Nápoles: en la primera, esculpió en 1454 el busto de Nicolò Strozzi, actualmente en el Staatliche Museen Preussischer Kulturbesitz de Berlín; en Nápoles realizó en 1455 el retrato de Astorre II Manfredi, señor de Faenza y padre de Barbara Manfredi, obra que se conserva en la National Gallery of Art de Washington.
Regresó a Florencia, donde esculpió los retratos de Juan de Cosme de Médici y de Rinaldo della Luna. En la catedral de Fiesole realizó el monumento funerario el obispo Leonardo Salutati y en la Badia Fiorentina hizo el sepulcro de Bernardo Giugni. En la catedral de Volterra realizó en 1471 el tabernáculo y en la de Prato ejecutó los relieves del púlpito diseñado por Antonio Rossellino.
En Roma esculpió los sepulcros de Paulo II, trasladado en 1650 desde su emplazamiento original en San Pedro del Vaticano a la basílica de Santa Balbina en el Aventino, y el del cardenal Riario en la basílica de los Santos Apóstoles.

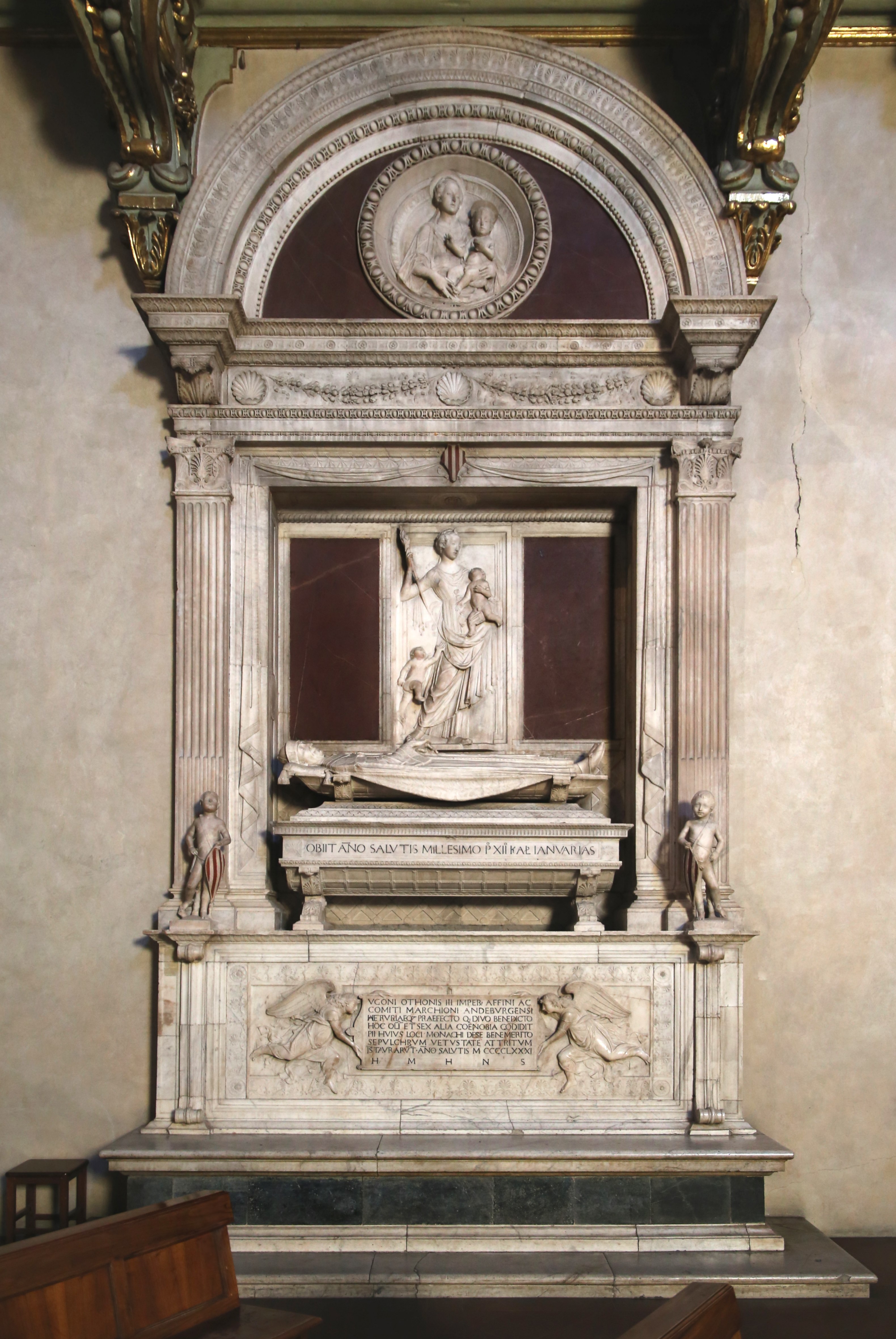
Mino da Fiesole: Sepulcro del conde Ugo di Toscana (1469-1481), Badia Fiorentina, Florencia.

De nuevo volvió a Florencia en 1464. Entre 1469 y 1481 realizó el monumento fúnebre del conde Ugo di Toscana en la Badia Fiorentina. Del 1475 y el altar de San Jerónimo en la iglesia de Santa Maria Maggiore de Florencia.
Entre 1471 y 1484, en colaboración con Andrea Bregno y Giovanni Dalmata, realizó la cancela de mármol y la cantoría de la Capilla Sixtina. En la catedral de Colle di Val d'Elsa realizó el tabernáculo donde se conserva, según la tradición, uno de los clavos de la crucifixión de Cristo.
Mino da Fiesole murió en Florencia y está sepultado en la iglesia de San Ambrosio de la capital toscana.